# Liste der Alben in den Billboard-Charts (1956)
Die Liste der Billboard-Alben (1956) ist eine vollständige Liste der Alben, die sich im Kalenderjahr 1956 platzieren konnten. Die über das Jahr ermittelten Top 15 setzten sich aus den Verkaufszahlen der Vertriebsläden im Gesamtgebiet der Vereinigten Staaten zusammen. Nachdem die Jahrgänge 1954 und 1955 von mehrfach wechselnden Veröffentlichungsrhythmen durchzogen waren, etablierte sich nach einer Anfangsphase mit monatlichen Veröffentlichungen mit der Ausgabe des 24. März 1956 wieder die wöchentliche Erhebung, die nach anfänglich variierenden Platzierungsdaten mit der Ausgabe vom 2. Juni 1956 auf eine feste Top 15-Rangliste gesetzt wurde. Im Jahr 1956 platzierten sich insgesamt 71 Alben.

## Tabelle (Alben)
| Interpret | Titel | Charteinstieg | Wochen | BP | Genre Stil                                                                  | Info |
| --- | --- | ------------- | ------ | -- | --------------------------------------------------------------------------- | --- |
| Robert Alda, Vivian Blaine & Sam Levene                                                                                         | Guys & Dolls - A Musical Fable of Broadway Decca DL-9023                                                                 | 28.01.1956    | 4      | 11 | Stage & Screen Score, Musical                                               | Original-Aufnahme des Broadway-Musicals Guys and Dolls (1949) von Abe Burrows und Jo Swerling. |
| Ray Anthony | Dream Dancing Capitol T-123                                                                                              | 23.06.1956    | 1      | 15 | Jazz, Pop Easy Listening, Big Band                                          | |
| Les Baxter & his Orchestra & Chorus                                                                                             | Tamboo! Capitol T-655 | 28.01.1956    | 4      | 6  | Jazz, Pop, Folk, World & Country Easy Listening, Lounge, Space-Age, Exotica | |
| Harry Belafonte | Belafonte RCA Victor LPM-1150                                                                                            | 25.02.1956    | 44     | 1  | Pop, Folk, World & Country Calypso, Vocal, Folk                             | |
| Harry Belafonte | Calypso RCA Victor LPM-1248                                                                                              | 16.06.1956    | 28     | 1  | Latin, Folk, World & Country Calypso                                        | |
| Harry Belafonte | "Mark Twain" and Other Folk Favorites RCA Victor LPM-1022                                                                | 28.01.1956    | 10     | 3  | Folk, World & Country Folk                                                  | |
| Elmer Bernstein & his Orchestra                                                                                                 | Music from the Sound Track of "The Man with the Golden Arm" Decca DL-8257                                                | 24.03.1956    | 17     | 2  | Jazz, Stage & Screen Soundtrack, Big Band                                   | Soundtrack zu der United-Artists-Produktion Der Mann mit dem goldenen Arm (1955) von Otto Preminger. Er erhielt 1956 eine Oscar-Nominierung für die beste Filmmusik (Drama/Komödie). |
| Jay Blackton & his Orchestra & Chorus                                                                                           | Rodgers & Hammerstein's Oklahoma - from the Sound Track of the Motion Picture Capitol SAO-595                            | 31.12.1955    | 52     | 1  | Stage & Screen Soundtrack                                                   | Soundtrack zu der RKO-Produktion Oklahoma! (1955) von Fred Zinnemann nach dem gleichnamigen Musical von Richard Rodgers und Oscar Hammerstein II. Der Film wurde 1956 für die beste Filmmusik (Musical) von Robert Russell Bennett, Jay Blackton und Adolph Deutsch sowie für den Ton von Fred Hynes mit dem Oscar ausgezeichnet. |
| Pat Boone | Howdy Dot DLP-3030 | 27.10.1956    | 2      | 14 | Pop Vocal, Swing, Rhythm & Blues, Easy Listening, Ballad                    | |
| Joe Bushkin with his Piano & Orchestra                                                                                          | Midnight Rhapsody Capitol T-711                                                                                          | 26.05.1956    | 1      | 14 | Jazz, Pop Space-Age, Easy Listening                                         | |
| Carmen Cavallaro with Morris Stoloff & the Columbia Pictures Orchestra                                                          | The Eddy Duchin Story - Music From The Sound Track Decca DL-8289                                                         | 26.05.1956    | 24     | 1  | Stage & Screen                                                              | |
| June Christy with Pete Rugolo & his Orchestra                                                                                   | The Misty Miss Christy Capitol T-725                                                                                     | 29.09.1956    | 4      | 14 | Jazz, Pop Vocal                                                             | |
| Nat King Cole with Nelson Riddle & his Orchestra                                                                                | Ballads of the Day Capitol T-680                                                                                         | 28.04.1956    | 2      | 16 | Jazz Big Band, Easy Listening, Swing                                        | |
| Perry Como with Mitchell Ayres & his Orchestra & the Ray Charles Singers                                                        | So Smooth RCA Victor LPM-1085                                                                                            | 31.12.1955    | 12     | 10 | Jazz Easy Listening                                                         | |
| Noël Coward with Carlton Hayes & his Orchestra & Peter Matz at the Piano                                                        | Noel Coward at Las Vegas Columbia ML-5063                                                                                | 28.01.1956    | 4      | 14 | Stage & Screen Music Hall                                                   | |
| Bing Crosby, Grace Kelly, Frank Sinatra, Celeste Holm & Louis Armstrong & his Band with Johnny Green & the MGM Studio Orchestra | High Society - from the Sound Track of the MGM Picture Capitol W-750                                                     | 25.08.1956    | 18     | 5  | Jazz, Stage & Screen Soundtrack, Swing, Vocal                               | Soundtrack zu der MGM-Produktion Die oberen Zehntausend (1956) von Charles Walters. Der Film wurde 1957 für die beste Filmmusik (Musical) von Johnny Green sowie den Song True Love von Cole Porter für den Oscar nominiert. |
| Sammy Davis, Jr. | Starring Sammy Davis Jr. Decca DL-8118                                                                                   | 31.12.1955    | 4      | 11 | Pop Vocal                                                                   | |
| Sammy Davis, Jr. with Sy Oliver & his Orchestra & Morton Stevens & his Orchestra                                                | Just for Lovers Decca DL-8170                                                                                            | 31.12.1955    | 4      | 7  | Jazz Big Band, Easy Listening                                               | |
| Doris Day with Percy Faith & his Orchestra                                                                                      | Love Me or Leave Me - from the Sound Track of the MGM Picture Columbia CL-710                                            | 31.12.1955    | 13     | 1  | Stage & Screen Soundtrack, Musical                                          | Soundtrack zu der MGM-Produktion Tyrannische Liebe (1955) von Charles Vidor. Der Film wurde 1956 für die beste Filmmusik (Musical) von Percy Faith und George Stoll, den Filmsong I’ll Never Stop Loving You von Nikolaus Brodszky und Sammy Cahn sowie für den Ton von Wesley C. Miller für den Oscar nominiert. |
| Les Elgart & his Orchestra | The Elgart Touch Columbia CL-875                                                                                         | 03.11.1956    | 7      | 13 | Jazz, Pop Big Band, Swing                                                   | |
| Ella Fitzgerald with Buddy Bregman & his Orchestra                                                                              | Ella Fitzgerald Sings the Cole Porter Songbook Verve MG V-4001-2                                                         | 28.07.1956    | 1      | 15 | Jazz, Stage & Screen Soundtrack, Score, Musical, Swing, Easy Listening      | |
| Ella Fitzgerald & Louis Armstrong                                                                                               | Ella and Louis Verve MG V-4003                                                                                           | 15.12.1956    | 2      | 12 | Jazz Swing, Vocal                                                           | |
| Tennessee Ernie Ford | This Lusty Land! Capitol T-700                                                                                           | 28.04.1956    | 3      | 12 | Folk, World & Country Country                                               | |
| The Four Freshmen with Dick Reynolds, Dennis Farnon & Nelson Riddle & his Orchestra                                             | Freshmen Favorites Capitol T-743                                                                                         | 13.10.1956    | 8      | 11 | Jazz, Pop Vocal                                                             | |
| The Four Freshmen with Pete Rugolo & his Orchestra                                                                              | Four Freshmen and Five Trombones Capitol T-683                                                                           | 25.02.1956    | 35     | 6  | Jazz, Pop Vocal                                                             | |
| The Four Lads with with Claude Thornhill & his Orchestra                                                                        | On the Sunny Side Columbia CL-912                                                                                        | 06.10.1956    | 2      | 14 | Jazz, Pop Big Band                                                          | |
| Judy Garland with Jack Catchcart & his Orchestra & Chorus                                                                       | Miss Show Business Capitol W-676                                                                                         | 31.12.1955    | 4      | 6  | Pop, Stage & Screen Ballad, Vocal, Musical, Big Band                        | |
| Jackie Gleason & his Orchestra                                                                                                  | Jackie Gleason Plays Romantic Jazz Capitol W-568                                                                         | 31.12.1955    | 14     | 2  | Jazz, Pop Easy Listening                                                    | |
| Jackie Gleason & his Orchestra with Bobby Hackett at the Trumpet                                                                | Music, Martinis and Memories Capitol W-509                                                                               | 28.04.1956    | 1      | 25 | Jazz, Pop Easy Listening, Space Age                                         | |
| Jackie Gleason & his Orchestra with Bobby Hackett at the Trumpet                                                                | Music to Change Her Mind Capitol W-632                                                                                   | 25.02.1956    | 7      | 8  | Jazz, Pop Easy Listening                                                    | |
| Jackie Gleason & his Orchestra with Bobby Hackett at the Trumpet & Toots Mondello at the Sax                                    | Music for Lovers Only / Music to Make You Misty Capitol H-475                                                            | 28.01.1956    | 10     | 7  | Jazz Easy Listening, Space-Age                                              | Sonderausgabe mit den Alben Music for Lovers Only und Music to Make You Misty. |
| Jackie Gleason & his Orchestra with Lou Stein at the Piano                                                                      | Night Winds Capitol W-717                                                                                                | 09.06.1956    | 10     | 10 | Pop Easy Listening                                                          | |
| Jackie Gleason & his Orchestra with Romeo Penque at the Oboe                                                                    | Lonesome Echo Capitol W-627                                                                                              | 31.12.1955    | 4      | 4  | Jazz, Pop Easy Listening                                                    | |
| Benny Goodman & his Orchestra                                                                                                   | The Benny Goodman Story Vol. 1 - Music Recorded for the Sound Track of the Universal-International Picture Decca DL-8252 | 24.03.1956    | 10     | 4  | Jazz, Stage & Screen Soundtrack, Big Band, Swing                            | Soundtrack zu der Universal-International-Filmbiografie Die Benny Goodman Story (1956) von Valentine Davies. |
| Benny Goodman & his Orchestra                                                                                                   | The Benny Goodman Story Vol. 2 - Music Recorded for the Sound Track of the Universal-International Picture Decca DL-8253 | 31.03.1956    | 9      | 4  | Jazz, Stage & Screen Soundtrack, Big Band, Swing                            | 2. Teil des Soundtracks zu Die Benny Goodman Story. |
| Bill Haley & his Comets | Rock Around the Clock Decca DL-8225                                                                                      | 28.01.1956    | 8      | 12 | Rock Rock & Roll                                                            | |
| Rex Harrison & Julie Andrews with Robert Russell Bennett & his Orchestra                                                        | My Fair Lady Columbia OL-5090                                                                                            | 28.04.1956    | 35     | 1  | Stage & Screen Musical                                                      | Original-Aufnahme der Broadway-Produktion My Fair Lady von Alan Jay Lerner, basierend auf dem Drama Pygmalion (1913) von George Bernard Shaw. My Fair Lady wurde 1957 mit sechs Tony Awards ausgezeichnet, darunter als bestes Musical, für die beste Regie und Rex Harrison als bestem Hauptdarsteller. |
| Gordon Jenkins & his Orchestra with the Ralph Brewster Singers                                                                  | Complete Manhattan Tower Capitol T-766                                                                                   | 24.11.1956    | 4      | 13 | Pop, Stage & Screen Radioplay                                               | |
| Pete Kelly & his Big Seven | Pete Kelly's Blues - From The Warner Bros. Film RCA Victor LPM-1126                                                      | 31.12.1955    | 4      | 14 | Jazz, Stage & Screen                                                        | Instrumentalversionen des Soundtracks zu der Warner Bros.-Produktion Es geschah in einer Nacht. Hinter Pete Kelly verbirgt sich Regisseur und Hauptdarsteller Jack Webb. |
| Stan Kenton & his Orchestra | Kenton in Hi-Fi Capitol W-724                                                                                            | 08.09.1956    | 2      | 13 | Jazz Big Band, Swing                                                        | |
| Deborah Kerr, Yul Brynner, Rita Moreno, Terry Saunders & Carlos Rivas with Alfred Newman & his Orchestra & Chorus               | Rodgers & Hammerstein's The King And I - From The Sound Track Of The Motion Picture Capitol W-740                        | 21.07.1956    | 23     | 1  | Stage & Screen Musical                                                      | Original-Soundtrack der 20th Century-Fox-Verfilmung Der König und ich von Walter Lang basierend auf der Broadway-Produktion The King and I von Richard Rodgers und Oscar Hammerstein II, die nach dem Roman Anna und der König von Siam (1944) von Margaret Landon produziert wurde, der das Leben der britischen Lehrerin Anna Leonowens (1831–1915) nachzeichnet. The King and I wurde 1952 als bestes Musical mit dem Tony Award ausgezeichnet. Die Verfilmung gewann 1957 fünf Oscars (darunter Yul Brynner als bester Hauptdarsteller und Alfred Newman und Ken Darby für die beste Filmmusik) und wurde für vier weitere Kategorien nominiert (darunter als bester Film, für die beste Regie und Deborah Kerr als beste Hauptdarstellerin). |
| André Kostelanetz & his Orchestra                                                                                               | Meet Andre Kostelanetz Columbia KZ-1                                                                                     | 31.12.1955    | 4      | 9  | Jazz, Classical Easy Listening                                              | |
| Mario Lanza with Constantine Callinicos & his Orchestra                                                                         | Mario Lanza Sings the Hit Songs from "The Student Prince" and Other Great Musical Comedies RCA Victor LM-1837            | 31.12.1955    | 20     | 7  | Classical, Stage & Screen Opera                                             | |
| Mario Lanza with Ray Heindorf & his Orchestra                                                                                   | Mario Lanza in "Serenade" - Original Sound Track Album RCA Victor LM-1996                                                | 28.04.1956    | 2      | 9  | Stage & Screen Soundtrack                                                   | Soundtrack zu der Warner Bros.-Produktion Serenade (1956) von Anthony Mann. |
| Michel Legrand & his Orchestra                                                                                                  | Castles in Spain Columbia CL-888                                                                                         | 30.06.1956    | 4      | 9  | Jazz, Classical Classical                                                   | |
| Michel Legrand & his Orchestra                                                                                                  | I Love Paris Columbia CL-555                                                                                             | 31.12.1955    | 13     | 10 | Pop, Folk, World & Country Easy Listening, Instrumental                     | |
| Jerry Lewis with Buddy Bregman & his Orchestra                                                                                  | Jerry Lewis Just Sings Decca DL-8410                                                                                     | 22.12.1956    | 1      | 15 | Pop Vocal                                                                   | |
| Julie London | Julie Is Her Name Liberty LRP-3006                                                                                       | 26.01.1956    | 16     | 2  | Jazz Vocal                                                                  | |
| Gordon MacRae, Shirley Jones & Barbara Ruick with Alfred Newman & his Orchestra & Chorus                                        | Rodgers & Hammerstein's Carousel - From The Sound Track Of The Motion Picture Capitol W-694                              | 25.02.1956    | 39     | 2  | Stage & Screen Soundtrack, Musical                                          | Soundtrack zu der 20th Century Fox-Produktion Karussell (1956) von Henry King, die auf dem Broadway-Musical Carousel (1945) basiert. Das Musical ist eine Umsetzung des 1909 uraufgeführten Bühnenstücks Liliom des ungarischen Dramatikers Ferenc Molnár (1878–1952). |
| Mantovani & his Orchestra | Song Hits from Theatreland London LL-1219                                                                                | 31.12.1955    | 5      | 8  | Stage & Screen Musical                                                      | Instrumentalversionen von Songklassikern aus Broadway-Produktionen. |
| Mantovani & his Orchestra | Waltzes of Irving Berlin London LL-1452                                                                                  | 26.05.1956    | 7      | 12 | Pop Easy Listening                                                          | |
| Glenn Miller & his Orchestra | Glenn Miller Plays Selections from the Film "The Glenn Miller Story" RCA Victor LPT-3057                                 | 28.04.1956    | 1      | 27 | Jazz Big Band, Swing                                                        | |
| The Platters | The Platters Mercury MG-20 146                                                                                           | 14.07.1956    | 23     | 7  | Rock, Funk / Soul Rhythm & Blues                                            | Premierenalbum der US-amerikanischen Doo-Wop-Gruppe. |
| Elvis Presley | Elvis RCA Victor LPM-1382                                                                                                | 10.11.1956    | 7      | 1  | Rock, Pop, Folk, World, & Country Country, Ballad, Rock & Roll              | 2. Studioalbum, das im Zeitraum vom 1. bis zum 3. September im Radio Recorders in Hollywood aufgenommen wurde. |
| Elvis Presley | Elvis Presley RCA Victor LPM-1254                                                                                        | 31.03.1956    | 39     | 1  | Rock, Pop Rock & Roll, Rockabilly                                           | Premieren-Studioalbum, das in zwei Sessions am 10./11. Januar sowie 30./31. Januar 1956 in den RCA Victor Studios in Nashville und New York aufgenommen wurde. |
| The Quartones, the Merrill Station Choir, Gordon Goodman & John Neher with Allen Roth & his Orchestra                           | Gentlemen, Be Seated! (A Complete Minstrel Show) Epic LN-3238                                                            | 26.05.1956    | 9      | 9  | Stage & Screen Soundtrack                                                   | |
| Frank Sinatra with Nelson Riddle & his Orchestra                                                                                | In the Wee Small Hours Capitol W-581                                                                                     | 31.12.1955    | 14     | 2  | Jazz, Pop Swing, Ballad, Vocal                                              | |
| Frank Sinatra with Nelson Riddle & his Orchestra                                                                                | Songs for Swingin’ Lovers Capitol W-653                                                                                  | 31.03.1956    | 39     | 2  | Jazz, Pop Swing, Ballad, Vocal                                              | |
| Frank Sinatra with Nelson Riddle & his Orchestra                                                                                | This Is Sinatra! Capitol T-768                                                                                           | 22.12.1956    | 1      | 13 | Jazz, Pop Big Band, Ballad, Vocal                                           | |
| Morris Stoloff & the Columbia Pictures Orchestra                                                                                | Picnic - Music from the Sound Track of the Columbia Picture Decca DL-8320                                                | 05.05.1956    | 18     | 6  | Stage & Screen Soundtrack, Theme                                            | Instrumentalversionen aus dem Soundtrack zu der Columbia-Produktion Picknick (1955) von Joshua Logan. Der Original-Soundtrack von George Duning erhielt bei der Oscarverleihung 1956 eine Nominierung für die beste Filmmusik (Drama/Komödie). |
| The Three Suns with Marty Gold, Sid Ramin & Orchestra                                                                           | Soft And Sweet RCA Victor LPM-1041                                                                                       | 28.04.1956    | 1      | 26 | Jazz, Pop Easy Listening                                                    | |
| Various Artists | Pop Shopper - 12 Complete Selections From RCA Victor's "Fabulous Fifty-Fifth" Anniversary Release RCA Victor SPL-12-13   | 31.12.1955    | 4      | 10 | Jazz, Pop Easy Listening                                                    | |
| Robert Weede, Jo Sullivan, Art Lund, Susan Johnson, Shorty Long & Mona Paulee with Herbert Greene & his Orchestra               | Frank Loesser's Musical "The Most Happy Fella" Columbia OL-5118                                                          | 04.08.1956    | 4      | 11 | Stage & Screen Musical                                                      | Originalaufnahme des Broadway-Musicals The Most Happy Fella (1956) von Frank Loesser. Die Produktion erhielt bei den Tony Awards 1957 sechs Nominierungen (u. a. für das beste Musical, die beste Regie und den besten Hauptdarsteller), konnte jedoch keine Auszeichnung erringen. |
| Lawrence Welk & his Champagne Music                                                                                             | Bubbles In The Wine Coral CRL-57 038                                                                                     | 12.05.1956    | 17     | 6  | Jazz, Pop Easy Listening, Light Music                                       | |
| Lawrence Welk & his Champagne Music                                                                                             | Merry Christmas Coral CRL-57 093                                                                                         | 22.12.1956    | 1      | 11 | Jazz, Pop Easy Listening, Holiday                                           | |
| Lawrence Welk & his Champagne Music                                                                                             | Say It with Music - Dance Medleys of 36 All Time Favorites Coral CRL-57 041                                              | 18.08.1956    | 19     | 10 | Jazz, Pop Instrumental                                                      | |
| Lawrence Welk & his Champagne Music                                                                                             | Shamrocks and Champagne Coral CRL-57 036                                                                                 | 31.03.1956    | 2      | 18 | Pop, Folk, World, & Country Easy Listening, Vocal                           | |
| Lawrence Welk & his Champagne Music                                                                                             | T.V. Favorites Coral CRL-57 025                                                                                          | 31.03.1956    | 2      | 13 | Jazz, Pop Big Band                                                          | |
| Lawrence Welk & his Sparkling Strings                                                                                           | Lawrence Welk and his Sparkling Strings Coral CRL-57 011                                                                 | 28.01.1956    | 15     | 5  | Pop                                                                         | |
| Paul Weston & his Music from Hollywood                                                                                          | Solo Mood Columbia CL-879                                                                                                | 01.09.1956    | 5      | 12 | Jazz Big Band, Swing                                                        | |
| Roger Williams with Glenn Osser & his Orchestra                                                                                 | Roger Williams Kapp KL-1012                                                                                              | 31.03.1956    | 2      | 19 | Jazz, Pop Easy Listening                                                    | Premieren-Studioalbum des US-amerikanischen Unterhaltungspianisten Roger Williams (1924–2011). Die Single-Auskopplung Autumn Leaves erreichte 1955 die Spitze der Billboard-Verkaufscharts. |